# Leucophora grisella
Leucophora grisella är en tvåvingeart som beskrevs av Willi Hennig 1967. Leucophora grisella ingår i släktet Leucophora och familjen blomsterflugor. Arten har ej påträffats i Sverige. Inga underarter finns listade i Catalogue of Life.